# Ocotillo (California)
Ocotillo è una comunità di 266 abitanti degli Stati Uniti, situata nella contea di Imperial, nello Stato della California 42km ad Ovest di El Centro. Ci sono alcuni bar, un piccolo supermercato ed un locale (Lazy Lizard Saloon). C'è un nuovo Desert Museum con mostre sulla flora del deserto etc. e artefatti della cultura Kumeyaay (Diegueño) che abitava l'area. È posto sul lato sud della strada interstatale 8. Ocotillo è stata devastata dalle inondazioni provocate dall'uragano Kathleen nel 1976; morirono 3 persone.